# Hanna Pitkin
Hanna Fenichel Pitkin, née à Berlin le 17 juillet 1931 et morte le 6 mai 2023, est une philosophe politique, professeur émérite à Berkeley.

## Biographie
Fuyant le nazisme, Pitkin émigre aux États-Unis en 1938, et soutient sa thèse à Berkeley en 1961. Celle-ci sera le fondement de son ouvrage The Concept of Representation (1967), analyse de la représentation qui s'appuie sur la philosophie du langage ordinaire popularisée par J. L. Austin : elle développe ainsi une approche analytique de la philosophie politique, tout en soulignant qu'elle ne prétend pas, par là, éliminer les « faux problèmes », dans une approche positiviste, dans la mesure où elle refuse de réduire les problèmes et questions politiques à des simples questions de mésusage des termes. Pitkin remercie aussi dans cet ouvrage Stanley Cavell, alors au début de sa carrière, John H. Schaar (en) - auquel elle se maria - et Thomas P. Jenkin, ainsi que le Social Science Research Council lui ayant offert la bourse nécessaire au projet. Un article publié dans l' American Political Science Review constituait la base du chapitre II de l'ouvrage, consacré à Hobbes ; les chapitres suivants analysent les différents sens du concept, et les deux derniers chapitres sont consacrés à leur usage par Burke et dans le libéralisme.
Outre cet ouvrage central, Pitkin publie Wittgenstein et la justice (1972, réédité en 1984 et 1992), Fortune Is a Woman: Gender and Politics in the Thought of Niccolò Machiavelli (1984), et The Attack of the Blob: Hannah Arendt's Concept of "the Social" (1998).

## Distinctions
Elle obtint en 2003 le Johan Skytte Prize in Political Science pour ses travaux sur la représentation.